# 斯特拉扎
斯特拉扎（斯洛維尼亞語： 發音：[ˈstɾaːʒa]），是斯洛維尼亞東南部下卡尼奧拉傳統地區克爾卡河左岸的一個聚居地。它是斯特拉扎市镇最大的聚居地和行政中心，被納入東南斯洛維尼亞統計區。它有近2,000名居民。該鎮的主要雇主是 Novoles 公司。該地區有許多葡萄園。

## 教堂
當地有兩座教堂：下斯特拉扎的聖母升天教堂，它是 Prečna 教區的一部分，以及上斯特拉扎的聖托馬斯教堂，它是 Vavta Vas 教區的一部分。

## 外部連結
- 维基共享资源上的相關多媒體資源：斯特拉扎
- Straža at Geopedia （页面存档备份，存于）
- Straža municipal site （页面存档备份，存于）